# مزار لی تپه
مزار لی تپه در شهرستان رامیان، بخش مرکزی، روستای تاتار سفلی واقع شده و این اثر در تاریخ ۳۰ تیر ۱۳۸۴ با شمارهٔ ثبت ۱۲۲۵۶ به‌عنوان یکی از آثار ملی ایران به ثبت رسیده است.